# Лещевек
Лещевек (пол. Leszczewek) — село в Польщі, у гміні Сувалки Сувальського повіту Підляського воєводства.
Населення — 407 осіб (2011).
У 1975-1998 роках село належало до Сувальського воєводства.

## Демографія
Демографічна структура станом на 31 березня 2011 року:
|          | Загалом | Допрацездатний вік | Працездатний вік | Постпрацездатний вік |
| -------- | ------- | ------------------ | ---------------- | -------------------- |
| Чоловіки | 194     | 39                 | 134              | 21                   |
| Жінки    | 213     | 40                 | 128              | 45                   |
| Разом    | 407     | 79                 | 262              | 66                   |